# فيكتور باوتشر
فيكتور باوتشر (بالفرنسية: Victor Boucher)‏ هو ممثل فرنسي، ولد في 24 أغسطس 1877 بروان في فرنسا، وتوفي في 21 فبراير 1942 في فرنسا.

## وصلات خارجية
- فيكتور باوتشر على موقع IMDb (الإنجليزية)
- فيكتور باوتشر على موقع ألو سيني (الفرنسية)
- فيكتور باوتشر على موقع قاعدة بيانات الفيلم (الإنجليزية)
- فيكتور باوتشر على موقع كينوبويسك (الروسية)